# Новосибирский завод конденсаторов
Новосибирский завод конденсаторов  (сокр. НЗК) — один из крупнейших заводов г. Новосибирска, имеет богатую 50-летнюю историю. Историческое направление деятельности — разработка и производство конденсаторов различного типа, конденсаторных установок регулирования реактивной мощности (установки компенсации реактивной мощности или УКРМ), вакуумного коммутационного оборудования (вакуумные контакторы и вакуумные выключатели).
На 2016 год НЗК является открытым акционерным обществом, полное название — ОАО Производственное объединение Новосибирский завод конденсаторов (сокр. ОАО ПО НЗК).

## Вехи истории НЗК
1953 год — утверждение министерством проектного задания на строительство завода.
1954 год — начало строительства завода и закладка первого жилого дома.
1959 год — ввод НЗК в число действующих.
1962 год — организация СКБ при заводе.
1966 год — достижение НЗК проектной мощности.
1967 год — начало работы НЗК с 2 выходными днями и выплаты первой 13-й зарплаты.
1970 год — начало массового выпуска товаров народного потребления.
1970 год — открытие санатория-профилактория «Голубой залив».
1971 год — первые орденоносцы НЗК.
1978 год — ввод в эксплуатацию спортивного зала.
1992—1995 годы — преобразование завода в открытое акционерное общество «Новосибирский завод конденсаторов»
2001 год — НЗК вошёл в состав промышленного холдинга «СЭЙВУР Менеджмент».
2009 год — начало производства установок компенсации реактивной мощности.
2011 год — начало производства вакуумного коммутационного оборудования (вакуумные контакторы и вакуумные выключатели).
2013 год — На заводе запускается производство комплектующих для УКРМ 0,4 кВ. В первую очередь, это антирезонансные дроссели 0,4 кВ от 5 до 50 квар.
2014 год — Номенклатура комплектующих для УКРМ 0,4 кВ расширена и теперь производятся тиристорные контакторы на 25 и 50 квар.

## История основания
В июле 1953 года Совет Министров СССР принял постановление о строительстве в стране группы специализированных заводов по производству радиодеталей. В числе их было предусмотрено строительство завода радиодеталей в Новосибирске.

#### Стройплощадка ГЭС
Строительную площадку для НЗК подобрали вблизи стройплощадки ГЭС для того, чтобы эффективней использовать строительную базу Гэсстроя и кадры строителей. Проектное задание на строительство завода было утверждено 31 декабря 1953 года, а уже вначале 1954 года завод был зарегистрирован в Госстрое СССР. Первым директором завода был назначен В. Н. Хайновский.

#### Разработка проекта завода
Крайне правильным было решение о поручении разработки и проектирования НЗК Новосибирскому филиалу 5 ГСПИ (Государственный союзный проектный институт). Расположение проектирующей организации в Новосибирске имело большое положительное значение для завода, так как коммуникации между строителями, работниками завода и проектировщиками шли быстрее.
В итоге в июне 1954 года началось строительство государственного союзного Новосибирского завода радиодеталей № 2. Имя Новосибирский завод конденсаторов было получено только в 1966 году, когда уже фактически было определено основное направление его деятельности.

#### Первые трудности стройки
Решение о стройке НЗК вблизи первой в Сибири ГЭС оказалось спорным, так как её строительство для Гэсстроя естественно было приоритетным, и поэтому стройка завода проходила крайне медленно. Более того, стройка была даже законсервирована с января по июнь 1955 года. По плану завод должен был быть запущен в 1956 году, поэтому в период 1956—1957 гг. на НЗК поступило значительное количество различного оборудования, большая часть которого была импортным, дорогостоящим. Побывавшие в 1956 году на строительстве завода министр и начальник Главка приняли решение — запустить завод в две очереди: начать выпуск продукции в первых законченных корпусах как можно раньше, а запустить НЗК целиком уже по окончании всего строительства.

#### Первые сотрудники
Ещё в 1958 году НЗК начал набирать сотрудников для подготовки и запуска основного производства. Многие специалисты были приняты на завод переводом с других предприятий аналогичного профиля. В августе 1958 года были приняты 88 выпускниц тогда ещё Радиотехнического училища № 5. Из воспоминаний инженера Сердцевой Л. И.: «По окончании Новосибирского ТУ-5 нас 18—19-летних девчат и ребят пригласили работать на новый завод. Директор завода Хайновский В. Н. обещал, что после 2—3-х месяцев работы на строительстве, мы будем работать по своей основной специальности. Полные оптимизма, мы ехали в поселок, где ожидали увидеть „большой“ новый завод! А увидели несколько небольших корпусов и котлованы…» (1974 г.)
В результате к концу 1959 года было принято около 100 рабочих и были укомплектованы 2 цеха (инструментальный, ремонтно-механический), также некоторые лаборатории. Для сравнения, в 1974 году на НЗК работают уже тысячи рабочих, сотни инженерно-технических работников и служащих.

#### Интересный факт о наборе сотрудников
Руководители совнархоза после размышления над жалобами директоров других заводов, откуда ушли работники, отдают распоряжение директору НЗК Хайновскому В. Н. прекратить вербовку кадров с предприятий Новосибирска и Бердска. Но после объяснения директора, все же посоветовали директорам соответствующих предприятий не чинить препятствий желающим перейти на новый завод.

#### День рождения: 15 ноября 1959 года
Всеми правдами и неправдами, преодолевая множество трудностей 15 ноября 1959 года совнархоз принял решение о вводе в эксплуатацию первой очереди завода. Эта дата и считается началом истории действующего Новосибирского завода конденсаторов.

## Первая продукция и первые успехи НЗК

#### Что выпускали вначале
В четвёртом квартале 1959 год завод уже выпускал и поставлял высоковольтные конденсаторы КБГП. Они были большие и весили более 50 кг. Далее в 1960 году освоили выпуск МБГП и пленочных конденсаторов ФГТИ. В 1962 году НЗК освоил и серийно начал выпускать 3 новых изделия, и была выпущена партия ещё одного изделия. В период 1962—1964 гг было подготовлено к производству ещё 5 изделий. К концу 1964 года была определена номенклатура слюдяных конденсаторов, а в 1965 году было освоено производство металлобумажных и пленочных конденсаторов.

#### Выполнение производственного плана
Интересный факт: в первом полугодии план выполнен не был, товарный выпуск составил 76,6 %. Но уже в 1961 году план был выполнен на 101,4 %, а рост по сравнению с 1960 году составил 218 %. Несмотря на столь внушительные темпы наращивания производства, тем не менее ещё в 1961 году строительство главного корпуса так и осталось неоконченным.
Итоги 1964 года были по-прежнему неудовлетворительны: план по товарному производству был выполнен на 94,4 %, план по ассортименту — всего 86,1 %, но экспортные поставки НЗК были выполнены полностью. Но зато уже в 1965 году все планы были успешно выполнены.

#### Мотивирование
Для достижения и поддержания поставленных планов производства было принято ряд нововведений. Так, с января 1965 года на НЗК стала внедряться новочеркасская система непрерывного планирования. А с 1967 года работникам завода уже после первого года работы на предприятии стала выплачиваться «тринадцатая» зарплата, которая была поставлена в прямую зависимость от стажа работы на заводе.

#### Комиссия по качеству
Уже с 1962 года регулярно стала работать комиссия по качеству: она заседала 14 раз. На заседаниях комиссии разрабатывались конкретные мероприятия, которые впоследствии внедрялись в производство. Так, по КБГП была внедрена высокочастотная пайка крышек и комплекс других мероприятий, что повысило производительность труда и снизило уровень брака по герметичности с 52 % до 18 %.

## Продукция
В настоящий момент НЗК занимается разработкой и производством конденсаторов и энергетического оборудования, а также проводит энергоаудит предприятий.

#### Конденсаторы
- ФТ — Конденсаторы пленочные постоянной ёмкости фторопластовые термостойкие
- ДМ — Пакеты конденсаторные слюдяные
- МБГЧ — Конденсаторы металлобумажные, герметизированные постоянной ёмкости
- МБГВ — Конденсаторы металлобумажные герметизированные постоянной ёмкости
- МБГО — Конденсаторы полиэтилентерефталатные металлизированные, герметизированные постоянной ёмкости
- К78-36 — Конденсаторы полипропиленовые металлизированные постоянной ёмкости
- К75-25 — Конденсаторы комбинированные фольговые, герметизированные изолированные постоянной ёмкости
- К73-27 — Конденсаторы полиэтилентерефталатные фольговые, уплотнённые, проходные постоянной ёмкости
- К73-14 — Конденсаторы полиэтилентерефталатные фольговые, постоянной ёмкости
- К72П-6 — Конденсаторы фторопластовые, фольговые герметизированные изолированные постоянной ёмкости общего применения
- К75-95 — Конденсаторы комбинированные, герметизированные, частотные, постоянной ёмкости
- К75-87 — Конденсаторы комбинированные, уплотнённые постоянной ёмкости (Автомобильные)
- К75-79 — Конденсаторные блоки защищённые, изолированные, постоянной ёмкости

#### Силовые конденсаторы
- Конденсаторы электротермические, серии ЭЭВП,
- Конденсаторы для постоянного и импульсного напряжения,
- Импульсные конденсаторы,
- Высоковольтные косинусные конденсаторы, серии КЭП (6 —10 кВ),
- Низковольтные косинусные конденсаторы, серии КПС (220 В, 400 В, 415 В, 450 В, 525 В, 690 В)

#### Оборудование для компенсации реактивной мощности (УКРМ)
- Автоматизированные конденсаторные установки с пошаговым регулированием реактивной мощности,
- Конденсаторные установки с антирезонансными фильтрами (АКУФ),
- Конденсаторные установки с тиристорными выключателями (АКУТ),
- Автоматический конденсаторный модуль (АКМ, для блочного построения УКРМ),
- Высоковольтные конденсаторные установки с автоматическим регулированием (6 —10 кВ)

#### Комплектующие для конденсаторных установок 0,4 кВ
- Конденсаторы КПС,
- Антирезонансные дроссели,
- Тиристорные контакторы,
- Конденсаторные контакторы,
- Автоматические регуляторы,
- Автоматические выключатели.

#### Вакуумное коммутационное оборудование
- Вакуумные контакторы 1,14 кВ и 6 (10) кВ.

#### Энергоаудит
Очень важен как для промышленных, так и бытовых потребителей электроэнергии и является весомой задачей анализа качества питающей сети. Включает в себя замеры качества электроэнергии, аудит подготовки проектов по компенсации реактивной мощности и итоговые рекомендации по монтажу УКРМ.